# Баскетболист года конференции Southern
Баскетболист года конференции Southern (Южной конференции) (англ. Southern Conference Men's Basketball Player of the Year) — ежегодная баскетбольная награда, вручаемая по результатам голосования лучшему баскетболисту среди студентов конференции Southern (SoCon), входящей в первый дивизион NCAA. Награда была учреждена американской ассоциацией Southern Sports Media и впервые была вручена Дику Гроуту из университета Дьюка в сезоне 1951/52 годов. Начиная же с сезона 1989/90 годов, голосование также стало проводиться и среди главных тренеров команд, входящих в конференцию, причём свои голоса тренеры подают после окончания регулярного чемпионата, но перед стартом плей-офф, то есть в начале марта, однако они не могут голосовать за своих собственных игроков, а первым лауреатом по их мнению стал Кит Дженнингс из государственного университета Восточного Теннесси.
Конференция официально начала свою деятельность 25 февраля 1921 года, тогда в неё входило четырнадцать команд, в следующем году в неё включили ещё шесть команд, а ещё через два года их количество увеличилось до двадцати двух. Конференция SoCon является одной из самых старых конференций первого дивизиона NCAA, и поэтому за свою длинную историю количество команд в её составе (в данный момент их всего девять) постоянно варьировалось из-за образования новых конференций, в которые переводили определённое количество команд из уже существующих конференций. В 2014 году количество команд в конференции вовсе уменьшилось до девяти благодаря исключению из неё колледжа Дэвидсона, государственного Аппалачского университета, университета Южной Джорджии и Элонского университета и возвращению в её состав военного института Виргинии и государственного университета Восточного Теннесси.
Восемнадцать игроков: Фрэнк Селви, Даррелл Флойд, Джерри Уэст, Фред Хетцель, Майк Малой, Клайд Мейз, Рон Картер, Джонатан Мур, Риган Трасдейл, Гэй Элмор, Джон Тафт, Кит Дженнингс, Фрэнки Кинг, Стефен Карри, Джейк Коэн, Де’Мон Брукс, Флетчер Маги и Айзея Миллер получали эту награду по несколько раз, причём только Хетцель получал её трижды. Лишь один игрок, Джейсон Конли, становился лауреатом этого приза, будучи первокурсником. Девять раз обладателями премии становились два игрока (1971, 1990, 1992, 1994, 1998, 2002, 2010, 2012 и 2018). Чаще других обладателями этой номинации становились баскетболисты колледжа Дэвидсона и университета Фурмана (по 13 раз) и государственного университета Восточного Теннесси (7 раз).

## Легенда
|           | Сообладатели награды                             |
| Игрок (X) | Количество титулов                               |
| †         | Выбран ассоциацией Southern Sports Media (1952—) |
| ‡         | Выбран главными тренерами команд (1990—)         |

## Победители
| Сезон   | Игрок              | Фото | Университет                                     | Позиция                                     | Год обучения | Примечания |
| ------- | ------------------ | ---- | ----------------------------------------------- | ------------------------------------------- | ------------ | ---------- |
| 1951/52 | Дик Гроут          |      | Университет Дьюка                               | Разыгрывающий защитник                      | Четвёртый    |            |
| 1952/53 | Фрэнк Селви        |      | Университет Фурмана                             | Атакующий защитник                          | Третий       |            |
| 1953/54 | Фрэнк Селви (2)    |      | Университет Фурмана                             | Атакующий защитник                          | Четвёртый    |            |
| 1954/55 | Даррелл Флойд      |      | Университет Фурмана                             | Разыгрывающий защитник / Атакующий защитник | Третий       |            |
| 1955/56 | Даррелл Флойд (2)  |      | Университет Фурмана                             | Разыгрывающий защитник / Атакующий защитник | Четвёртый    |            |
| 1956/57 | Род Хандли         |      | Университет Западной Виргинии                   | Атакующий защитник / Разыгрывающий защитник | Четвёртый    |            |
| 1957/58 | Дом Флора          |      | Университет Вашингтона и Ли                     | Разыгрывающий защитник / Атакующий защитник | Четвёртый    |            |
| 1958/59 | Джерри Уэст        |      | Университет Западной Виргинии                   | Разыгрывающий защитник / Атакующий защитник | Третий       |            |
| 1959/60 | Джерри Уэст (2)    |      | Университет Западной Виргинии                   | Разыгрывающий защитник / Атакующий защитник | Четвёртый    |            |
| 1960/61 | Джефф Коэн         |      | Колледж Вильгельма и Марии                      | Тяжёлый форвард / Центровой                 | Четвёртый    |            |
| 1961/62 | Род Торн           |      | Университет Западной Виргинии                   | Атакующий защитник / Разыгрывающий защитник | Третий       |            |
| 1962/63 | Фред Хетцель       |      | Колледж Дэвидсона                               | Лёгкий форвард / Тяжёлый форвард            | Второй       |            |
| 1963/64 | Фред Хетцель (2)   |      | Колледж Дэвидсона                               | Лёгкий форвард / Тяжёлый форвард            | Третий       |            |
| 1964/65 | Фред Хетцель (3)   |      | Колледж Дэвидсона                               | Лёгкий форвард / Тяжёлый форвард            | Четвёртый    |            |
| 1965/66 | Дик Снайдер        |      | Колледж Дэвидсона                               | Атакующий защитник / Лёгкий форвард         | Четвёртый    |            |
| 1966/67 | Джонни Моатес      |      | Ричмондский университет                         | Разыгрывающий защитник                      | Четвёртый    |            |
| 1967/68 | Рон Уильямс        |      | Университет Западной Виргинии                   | Разыгрывающий защитник                      | Четвёртый    |            |
| 1968/69 | Майк Малой         |      | Колледж Дэвидсона                               | Тяжёлый форвард / Центровой                 | Третий       |            |
| 1969/70 | Майк Малой (2)     |      | Колледж Дэвидсона                               | Тяжёлый форвард / Центровой                 | Четвёртый    |            |
| 1970/71 | Джим Грегори       |      | Восточно-Каролинский университет                | Лёгкий форвард / Тяжёлый форвард            | Четвёртый    |            |
| 1970/71 | Том Джаспер        |      | Колледж Вильгельма и Марии                      | Лёгкий форвард / Тяжёлый форвард            | Четвёртый    |            |
| 1971/72 | Расс Хант          |      | Университет Фурмана                             | Центровой                                   | Третий       |            |
| 1972/73 | Арон Стюарт        |      | Ричмондский университет                         | Лёгкий форвард / Атакующий защитник         | Третий       |            |
| 1973/74 | Клайд Мейз         |      | Университет Фурмана                             | Тяжёлый форвард                             | Третий       |            |
| 1974/75 | Клайд Мейз (2)     |      | Университет Фурмана                             | Тяжёлый форвард                             | Четвёртый    |            |
| 1975/76 | Родни Маккивер     |      | Цитадель, военный колледж Южной Каролины        | Разыгрывающий защитник                      | Третий       |            |
| 1976/77 | Рон Картер         |      | Военный институт Виргинии                       | Атакующий защитник                          | Третий       |            |
| 1977/78 | Рон Картер (2)     |      | Военный институт Виргинии                       | Атакующий защитник                          | Четвёртый    |            |
| 1978/79 | Джонатан Мур       |      | Университет Фурмана                             | Лёгкий форвард / Тяжёлый форвард            | Третий       |            |
| 1979/80 | Джонатан Мур (2)   |      | Университет Фурмана                             | Лёгкий форвард / Тяжёлый форвард            | Четвёртый    |            |
| 1980/81 | Чарльз Пэйтон      |      | Государственный Аппалачский университет         | Лёгкий форвард                              | Третий       |            |
| 1981/82 | Уилли Уайт         |      | Университет Теннесси в Чаттануге                | Атакующий защитник                          | Второй       |            |
| 1982/83 | Трой Микелл        |      | Государственный университет Восточного Теннесси | Атакующий защитник                          | Четвёртый    |            |
| 1983/84 | Риган Трасдейл     |      | Цитадель, военный колледж Южной Каролины        | Лёгкий форвард / Тяжёлый форвард            | Третий       |            |
| 1984/85 | Риган Трасдейл (2) |      | Цитадель, военный колледж Южной Каролины        | Лёгкий форвард / Тяжёлый форвард            | Четвёртый    |            |
| 1985/86 | Гэй Элмор          |      | Военный институт Виргинии                       | Лёгкий форвард                              | Третий       |            |
| 1986/87 | Гэй Элмор (2)      |      | Военный институт Виргинии                       | Лёгкий форвард                              | Четвёртый    |            |
| 1987/88 | Скип Хендерсон     |      | Университет Маршалла                            | Разыгрывающий защитник                      | Четвёртый    |            |
| 1988/89 | Джон Тафт          |      | Университет Маршалла                            | Разыгрывающий защитник                      | Второй       |            |
| 1989/90 | Кит Дженнингс‡     |      | Государственный университет Восточного Теннесси | Разыгрывающий защитник                      | Третий       |            |
| 1989/90 | Джон Тафт† (2)     |      | Университет Маршалла                            | Разыгрывающий защитник                      | Третий       |            |
| 1990/91 | Кит Дженнингс (2)  |      | Государственный университет Восточного Теннесси | Разыгрывающий защитник                      | Четвёртый    |            |
| 1991/92 | Терри Бойд†        |      | Западно-Каролинский университет                 | Атакующий защитник / Разыгрывающий защитник | Четвёртый    |            |
| 1991/92 | Кит Нельсон‡       |      | Университет Теннесси в Чаттануге                | Центровой                                   | Четвёртый    |            |
| 1992/93 | Тим Брукс          |      | Университет Теннесси в Чаттануге                | Разыгрывающий защитник                      | Четвёртый    |            |
| 1993/94 | Чед Коупленд‡      |      | Университет Теннесси в Чаттануге                | Разыгрывающий защитник                      | Четвёртый    |            |
| 1993/94 | Фрэнки Кинг†       |      | Западно-Каролинский университет                 | Разыгрывающий защитник / Атакующий защитник | Третий       |            |
| 1994/95 | Фрэнки Кинг (2)    |      | Западно-Каролинский университет                 | Разыгрывающий защитник / Атакующий защитник | Четвёртый    |            |
| 1995/96 | Анквелл Макколлум  |      | Западно-Каролинский университет                 | Атакующий защитник                          | Четвёртый    |            |
| 1996/97 | Джонни Тэйлор      |      | Университет Теннесси в Чаттануге                | Лёгкий форвард                              | Четвёртый    |            |
| 1997/98 | Бобби Филлипс‡     |      | Западно-Каролинский университет                 | Лёгкий форвард                              | Четвёртый    |            |
| 1997/98 | Чак Винсент†       |      | Университет Фурмана                             | Тяжёлый форвард                             | Четвёртый    |            |
| 1998/99 | Седрик Уэббер      |      | Чарльстонский колледж                           | Лёгкий форвард                              | Четвёртый    |            |
| 1999/00 | Тайсон Паттерсон   |      | Государственный Аппалачский университет         | Разыгрывающий защитник                      | Четвёртый    |            |
| 2000/01 | Джоди Лампкин      |      | Чарльстонский колледж                           | Тяжёлый форвард / Центровой                 | Четвёртый    |            |
| 2001/02 | Димеко Чилдресс‡   |      | Государственный университет Восточного Теннесси | Атакующий защитник                          | Четвёртый    |            |
| 2001/02 | Джейсон Конли†     |      | Военный институт Виргинии                       | Атакующий защитник / Лёгкий форвард         | Первый       |            |
| 2002/03 | Трой Уэлесс        |      | Чарльстонский колледж                           | Атакующий защитник                          | Четвёртый    |            |
| 2003/04 | Заки Вадуд         |      | Государственный университет Восточного Теннесси | Лёгкий форвард                              | Четвёртый    |            |
| 2004/05 | Брендан Уинтерс    |      | Колледж Дэвидсона                               | Атакующий защитник                          | Третий       |            |
| 2005/06 | Элтон Несбитт      |      | Университет Южной Джорджии                      | Разыгрывающий защитник                      | Четвёртый    |            |
| 2006/07 | Кайл Хайнс         |      | Университет Северной Каролины в Гринсборо       | Тяжёлый форвард                             | Третий       | [ 1 ]      |
| 2007/08 | Стефен Карри       |      | Колледж Дэвидсона                               | Разыгрывающий защитник                      | Второй       | [ 2 ]      |
| 2008/09 | Стефен Карри (2)   |      | Колледж Дэвидсона                               | Разыгрывающий защитник                      | Третий       | [ 3 ]      |
| 2009/10 | Ноа Дальман‡       |      | Колледж Уоффорда                                | Тяжёлый форвард / Лёгкий форвард            | Третий       | [ 4 ]      |
| 2009/10 | Дональд Симс†      |      | Государственный Аппалачский университет         | Разыгрывающий защитник                      | Третий       | [ 5 ]      |
| 2010/11 | Эндрю Гудлок       |      | Чарльстонский колледж                           | Атакующий защитник                          | Четвёртый    | [ 6 ]      |
| 2011/12 | Де’Мон Брукс‡      |      | Колледж Дэвидсона                               | Лёгкий форвард                              | Второй       | [ 7 ]      |
| 2011/12 | Джейк Коэн†        |      | Колледж Дэвидсона                               | Тяжёлый форвард                             | Третий       | [ 8 ]      |
| 2012/13 | Джейк Коэн (2)     |      | Колледж Дэвидсона                               | Тяжёлый форвард                             | Четвёртый    | [ 9 ]      |
| 2013/14 | Де’Мон Брукс (2)   |      | Колледж Дэвидсона                               | Лёгкий форвард                              | Четвёртый    | [ 10 ]     |
| 2014/15 | Карл Кокран        |      | Колледж Уоффорда                                | Атакующий защитник                          | Четвёртый    | [ 11 ]     |
| 2015/16 | Стивен Крун        |      | Университет Фурмана                             | Атакующий защитник                          | Четвёртый    | [ 12 ]     |
| 2016/17 | Девин Сибли        |      | Университет Фурмана                             | Атакующий защитник                          | Третий       | [ 13 ]     |
| 2017/18 | Десонта Брэдфорд‡  |      | Государственный университет Восточного Теннесси | Разыгрывающий защитник / Атакующий защитник | Четвёртый    | [ 14 ]     |
| 2017/18 | Флетчер Маги†      |      | Колледж Уоффорда                                | Атакующий защитник                          | Третий       | [ 15 ]     |
| 2018/19 | Флетчер Маги (2)   |      | Колледж Уоффорда                                | Атакующий защитник                          | Четвёртый    | [ 16 ]     |
| 2019/20 | Айзея Миллер       |      | Университет Северной Каролины в Гринсборо       | Разыгрывающий защитник                      | Третий       | [ 17 ]     |
| 2020/21 | Айзея Миллер (2)   |      | Университет Северной Каролины в Гринсборо       | Разыгрывающий защитник                      | Четвёртый    | [ 18 ]     |
| 2021/22 | Малакай Смит       |      | Университет Теннесси в Чаттануге                | Атакующий защитник                          | Третий       | [ 19 ]     |
| 2022/23 | Джейлен Слоусон    |      | Университет Фурмана                             | Лёгкий форвард                              | Пятый        | [ 20 ]     |
| 2023/24 | Вонтериус Вулбрайт |      | Западно-Каролинский университет                 | Разыгрывающий защитник                      | Четвёртый    | [ 21 ]     |
| 2024/25 | Квимари Питерсон   |      | Государственный университет Восточного Теннесси | Разыгрывающий защитник                      | Четвёртый    | [ 22 ]     |